# 萬愛花
萬愛花（1929年2月—2013年9月4日），本名刘春莲，原籍内蒙古和林格尔县韭菜沟村，現居山西省太原市。她是少數願意公開承認在抗日戰爭時曾被日軍性侵犯，也是第一個指證日軍性暴力罪行，並向日本政府索賠的中國女性。

## 生平經歷
4歲時被賣到山西盂縣羊泉村作童養媳，13歲加入中國共產黨成為秘密黨員，並擔任村黨支部委員、副村長、小區區委員和婦救會主任，從事抗日活動。
1943年6月7日，日軍掃蕩羊泉村，萬愛花與另外4名少女被日軍捕獲。由於萬愛花參與抗日活動，故被拷問有關抗日人士及共產黨員名單：白天被吊起毒打，晚上在窯洞遭四、五名日軍輪姦，歷時21天，6月28日萬愛花乘日軍不備逃脫。
但後來萬愛花再被日軍捉住2次：第二次（8月）被蹂躪29日；第三次（12月）經50天毒打、輪姦後，她不省人事，1944年初被日軍棄於附近烏河，幸被村民救起。
日軍的暴行對萬愛花造成嚴重傷害：她原本身高165厘米，由於屢遭毒打，胯骨、肋骨骨折，以致腰身陷進骨盆、頸部縮進胸腔，身高萎縮至147厘米。手臂脱臼，耳垂被扯掉，而且因多番被輪姦，下身嚴重潰爛，致令終生不育。
脫險後丈夫去世，她收養了一名養女。但生活不能自理，需由養女照料，在床上養病3年。為避開其他人的流言，多年來居無定所，先後流落陽曲、太原等地，靠替別人縫補洗衣、當保姆為生。
在2000年後，萬愛花的情況得到關注。山西省政協委員先後在2001年、2006年就其情況在政協會議提案，把萬愛花列為山西省慈善總會重點救助對象，山西省太原市政府也對她實施了轉戶享城市低保的救助，以協助她改善生活。
晚年萬愛花罹患胃病、冠心病，肺囊腫等多種疾病。她在2013年9月4日凌晨0時45分於山西太原（家中）逝世，享壽84歲。

## 控訴戰爭罪行
1992年，山西盂縣小學教師張雙兵在尋訪日本侵華期間受害女性時找到萬愛花，並協助她多次到外地出席聽證會，控訴日本侵華期間的罪行，要求日本公開道歉及賠償。
包括：
- 1992年：出席東京舉行的聯合國人權委員會「戰爭受害女性國際聽證會」。
- 2000年：於上海出席「中國慰安婦問題國際學術研討會」。
- 2000年：出席東京「婦女國際戰犯法庭」對日軍二戰期間「慰安婦」制度的公開審判。

萬愛花亦是首批（山西省16名受害人之一）對日軍侵華期間性暴行，在1995年入稟向日本政府索賠的受害女性。她曾在1996年、1998年到東京地方法院作證，但訴訟歷時8年，三訴三敗。東京地方法院的判決雖認為日軍當年實施的監禁、強姦等行為對受害婦女造成的精神損害至今仍存，但由於「個人不能起訴政府」，因此原告受害婦女敗訴。

### 資料來源
1. ↑  . 鳳凰歷史. 2010-03-17  [2013-10-21]. （原始内容存档于2019-10-01） （中文（繁體））.
2. ↑  誰來替她們擦乾屈辱的淚水？ 的存檔，存档日期2011-08-18.，雅虎資訊，2011年8月1日驗證。
3. ↑  . 新華網. 2013-09-06  [2016-05-18]. （原始内容存档于2017-03-28）.
4. ↑  . 泉州晚報. 2013-09-05  [2013-09-07]. （原始内容存档于2013-09-11）.
5. ↑  揭開中國慰安婦真相：遭強姦後還被壓成畸形人 （页面存档备份，存于）.新華網.2005-07-10.

### 其他文獻
1. 《走近萬愛花的生活》（影片）、（ 節目簡介），《建議提案特別追蹤》，山西公共頻道，2006年9月5日。
2. 中國「慰安婦」對日訴訟第一人萬愛花[永久]，新華網，2005年7月7日。
3. 中國受辱婦女控訴日軍暴行 加友人含淚聽報告，《上海青年報》，2004年7月29日。
4. 烙在民族心頭的痛[永久]，《解放日報》，2004年8月13日
5. 山西二战受害妇女首次纳入中国政府的养老计划，長治市信息中心，2004年7月。
6. 曾受侵華日軍的迫害 七旬老嫗死也要討回公道，新華網山西頻道，2004年5月12日。
7. 盂縣「慰安婦」起訴日軍暴行的前前後後，《山西檔案》，2004年第1期。
8. 真相：慰安婦調查紀實──萬愛花 （页面存档备份，存于），陳慶港，江蘇文藝出版社。

## 外部連結
- 萬愛花：三次落入魔窟變畸型，中新視頻，2007年8月15日。
- 蘇智良調查手札：萬愛花大娘受害經過 （页面存档备份，存于），鳳凰網歷史，2010年3月17日。
- 萬愛花，中國抗戰圖片網，2005年8月10日。
- 世紀的訴訟，《新聞調查》，中國中央電視台新聞頻道，2003年7月10日。
- 萬愛花：她代表中國站了出來，《“慰安婦”索賠風雨15年》，國際先驅導報，新華網轉載，2007年6月7日。
- “還我正義” 中國“慰安婦”致信日本首相，中國新聞網，2008年6月14日。